# Харго
Харго — озеро на территории Поповпорожского сельского поселения Сегежского района Республики Карелии.

## Общие сведения
Площадь озера — 1,7 км². Располагается на высоте 129,1 метров над уровнем моря.
Берега озера каменисто-песчаные, местами заболоченные.
Из озера вытекает ручей, впадающий с левого берега в реку Пезегу, впадающую в свою очередь в Линдозеро.
В озере расположены два относительно крупных (по масштабам водоёма) острова без названия.
К юго-востоку от озера проходят просёлочные дороги.
Код объекта в государственном водном реестре — 02020001211102000007917.